# Jean-Christophe Rouvière
Pour les articles homonymes, voir Rouvière.
Jean-Christophe Rouvière est un footballeur français né le 4 août 1974 à Montpellier. Il évolue au poste de milieu de terrain défensif du milieu des années 1990 au milieu des années 2000.
Formé au Montpellier HSC, il évolue ensuite aux Girondins de Bordeaux, au Toulouse FC puis revient au MHSC avant de terminer sa carrière au Nîmes Olympique. Il est le joueur ayant disputé le plus de rencontres de division 1 avec le Montpellier HSC.

## Biographie
Jean-Christophe Rouvière rejoint le centre de formation du Montpellier HSC à l'âge de douze ans en 1986. Il remporte avec les cadets du club, dont Vincent Candela, le championnat de France cadets en 1990. Il est alors sélectionné en équipe de France cadets et dispute le championnat d'Europe des moins de 16 ans en 1991. Les jeunes Français terminent à la quatrième place de la compétition après une défaite aux tirs au but face à la Grèce.
Jean-Christophe Rouvière dispute son premier match en équipe première en division 1 le 3 décembre 1993. Dans cette rencontre comptant pour la 20e journée du championnat et disputée face à l'AJ Auxerre, il entre en jeu à la 87e minute de la rencontre, à la place d'Aljoša Asanović. Les Montpelliérains s'imposent sur le sore d'un à zéro. En début de saison suivante, il s'incline avec ses coéquipiers en finale de la Coupe de la Ligue face au Racing Club de Lens sur le score de trois à deux. En championnat, le club connaît une saison difficile et termine 17e de division 1.
Roger Lemerre le retient, ainsi que son coéquipier Hervé Alicarte, pour disputer en septembre 1995, à Rome, la Coupe du monde militaire. Les Français l'emporte en finale face à l'Iran sur le score de un à zéro,. En championnat, le club termine 6e mais échoue en demi-finale de la coupe de France face aux voisins nîmois alors en National, rencontre que Jean-Christophe Rouvière ne dispute pas en raison d'une blessure. La saison suivante, le club est éliminé d'entrée en coupe de l'UEFA par le Sporting Portugal et se retrouve dans la zone de relégation, à sept longueurs du 16e à la trêve. Les Montpelliérains enchainent alors vingt matchs d'affilée sans défaite et terminent 10e du championnat. En coupe de France, le club élimine en quart de finale, à l'extérieur, les Girondins de Bordeaux mais les Montpelliérains doivent cependant s'incliner en demi-finale face à En Avant Guingamp sur le score de deux à zéro après prolongations. Ils connaissent, à ce même stade, la défaite en coupe de la Ligue au Stade Chaban-Delmas face aux Girondins, sept penalties à six, après un match nul deux partout au terme des prolongations. La saison suivante, le MHSC atteint la finale de la coupe Intertoto en début de saison. Les Montpelliérains s'inclinent, quatre à deux sur les deux matchs, face à l'Olympique lyonnais. En championnat, le club termine à la 12e place et l'année suivante, Jean-Christophe Rouvière  succède à Pascal Baills comme capitaine de l'équipe. Il quitte le club en fin de saison terminée à la 8e place.
Jean-Christope Rouvière est transféré aux Girondins de Bordeaux en 1999. Il signe un contrat de cinq ans et prend la place au poste de milieu défensif de Lassina Diabaté. En début de saison, il dispute la finale du trophée des champions face au FC Nantes perdue sur le score de un à zéro puis dispute la Ligue des Champions. Lors du mercato d'hiver, l'arrivée de Sylvain Legwinski lui fait perdre sa place de titulaire et il ne dispute qu'une rencontre à partir du mois de janvier. Élie Baup, l’entraineur des Girondins, ne comptant plus sur lui, il est placé sur la liste des transferts.
En contact avec le Stade rennais et le Toulouse FC, il s'engage finalement avec le club toulousain pour une durée de quatre ans et un transfert d'environ vingt millions de francs. Il déclare à son arrivée « Le challenge proposé mérite d'être relevé. Toulouse veut aller haut, c'est bien. En plus, lorsqu'un entraîneur comme Alain Giresse compte sur vous, on ne refuse pas ». En fin de saison, le TFC est relégué en division 2 puis en National  à la suite de la liquidation judiciaire du club.
Libéré de son contrat, il retourne alors dans son club formateur qui vient d'être promu en division 1. Après trois ans en ligue 1, le MHSC descend en ligue 2 où Jean-Christophe Rouvière ne dispute que dix-neuf rencontres de championnat et, en fin, de saison, il n'est pas conservé par le club. Après six mois sans club, il s'engage en janvier 2006 avec le Nîmes Olympique alors en National. Après deux saisons dans le club nîmois, il met un terme à sa carrière professionnelle en 2007.

## Palmarès
Jean-Christophe Rouvière dispute 317 rencontres de division 1 pour 9 buts marqués. Avec le Montpellier HSC, il est finaliste de la Coupe de la Ligue en 1994 et avec les cadets du club remporte le championnat de France cadets en 1990. Il est le joueur ayant porté le plus le maillot montpelliérain en division 1 avec 270 apparitions et le 4e joueur le plus capé de l'histoire du club avec 340 matchs disputés.
Sous les couleurs des Girondins de Bordeaux, il est finaliste du trophée des champions en 1999. En 1995, il remporte avec l'équipe de France militaire la Coupe du monde de football militaire et en 1991, il termine avec l'équipe de France cadets à la quatrième place du championnat d'Europe des moins de 16 ans.

## Statistiques
Le tableau ci-dessous résume les statistiques en match officiel de Jean-Christophe Rouvière durant sa carrière de joueur professionnel,,.
| Saison                | Club                  | Championnat           | Championnat | Championnat | Coupe nationale | Coupe nationale | Coupe de la Ligue | Coupe de la Ligue | Supercoupe | Supercoupe | Compétition(s) continentale(s) | Compétition(s) continentale(s) | Compétition(s) continentale(s) | Total | Total |
| Saison                | Club                  | Division              | M.          | B.          | M.              | B.              | M.                | B.                | M.         | B.         | Comp.                          | M.                             | B.                             | M.    | B.    |
| 1993-1994             | Montpellier HSC       | Division 1            | 6           | 0           | 1               | 0               | -                 | -                 | -          | -          | -                              | -                              | -                              | 7     | 0     |
| 1994-1995             | Montpellier HSC       | Division 1            | 33          | 0           | 3               | 0               | 4                 | 0                 | -          | -          | -                              | -                              | -                              | 40    | 0     |
| 1995-1996             | Montpellier HSC       | Division 1            | 33          | 0           | 4               | 0               | -                 | -                 | -          | -          | -                              | -                              | -                              | 37    | 0     |
| 1996-1997             | Montpellier HSC       | Division 1            | 38          | 2           | 5               | 0               | 4                 | 1                 | -          | -          | C3                             | 2                              | 0                              | 49    | 3     |
| 1997-1998             | Montpellier HSC       | Division 1            | 33          | 1           | 2               | 0               | 2                 | 0                 | -          | -          | CI                             | 6                              | 3                              | 43    | 4     |
| 1998-1999             | Montpellier HSC       | Division 1            | 33          | 0           | 1               | 0               | 4                 | 0                 | -          | -          | -                              | -                              | -                              | 38    | 0     |
| 1999-2000             | Girondins de Bordeaux | Division 1            | 18          | 0           | -               | -               | -                 | -                 | 1          | 0          | C1                             | 10                             | 0                              | 29    | 0     |
| 2000-2001             | Toulouse FC           | Division 1            | 29          | 1           | 1               | 0               | 1                 | 0                 | -          | -          | -                              | -                              | -                              | 31    | 1     |
| 2001-2002             | Montpellier HSC       | Division 1            | 32          | 1           | 2               | 1               | 1                 | 0                 | -          | -          | -                              | -                              | -                              | 35    | 2     |
| 2002-2003             | Montpellier HSC       | Ligue 1               | 32          | 2           | 1               | 0               | 1                 | 0                 | -          | -          | -                              | -                              | -                              | 34    | 2     |
| 2003-2004             | Montpellier HSC       | Ligue 1               | 30          | 2           | 1               | 0               | 1                 | 0                 | -          | -          | -                              | -                              | -                              | 32    | 2     |
| 2004-2005             | Montpellier HSC       | Ligue 2               | 19          | 0           | 1               | 1               | 1                 | 0                 | -          | -          | -                              | -                              | -                              | 21    | 1     |
| jan-juin 2005-2006    | Nîmes Olympique       | National              | 18          | 0           | -               | -               | -                 | -                 | -          | -          | -                              | -                              | -                              | 18    | 0     |
| 2006-2007             | Nîmes Olympique       | National              | 35          | 1           | 1               | 0               | -                 | -                 | -          | -          | -                              | -                              | -                              | 36    | 1     |
| Total sur la carrière | Total sur la carrière | Total sur la carrière | 389         | 10          | 23              | 2               | 19                | 1                 | 1          | 0          | -                              | 18                             | 3                              | 450   | 16    |